# 班斯
班斯（法語：Bains，法語發音：[bɛ̃s]）是法国上卢瓦尔省的一个市镇，位于该省中南部偏西，属于勒皮区。

## 地名
该地名“Bains”发音为[bɛ̃s]，末尾字母“s”发音，《世界地名翻译大辞典》与《世界地名译名词典》将其误译作“班”。

## 地理
班斯（45°0'34"N, 3°46'30"E）面积37.56 平方千米，位于法国奥弗涅-罗讷-阿尔卑斯大区上盧瓦爾省，该省份为法国中南部省份，北起多姆山省和卢瓦尔省，西接康塔爾省，南至洛泽尔省，东临阿尔代什省。
与班斯接壤的市镇（或旧市镇、城区）包括：塞萨克、多莱宗河畔圣克里斯托夫、圣让拉沙尔姆、桑萨克莱格利斯、塞讷若勒、韦尔热扎克、阿列河畔圣普里瓦。
班斯的时区为UTC+01:00、UTC+02:00（夏令时）。

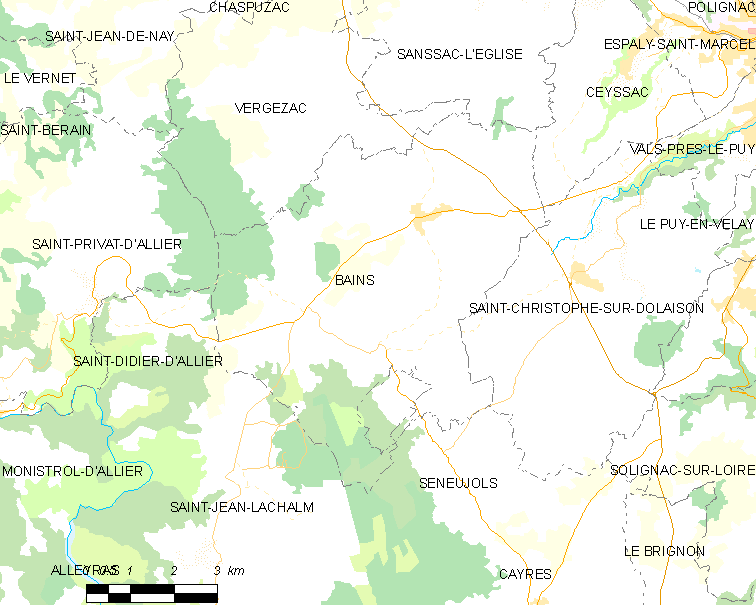
班的OSM定位图

## 行政
班斯的邮政编码为43370，INSEE市镇编码为43018。

## 政治
班斯所属的省级选区为火山沃莱县。

## 人口

1962-2008年间班人口变化图示

班斯于2022年1月1日时的人口数量为1387人。